# Lammassaari (ö i Norra Österbotten, Oulunkaari, lat 65,37, long 26,71)
Lammassaari är en ö i Finland. Den ligger i sjön Isojärvi och i kommunen Pudasjärvi i den ekonomiska regionen  Oulunkaari  och landskapet Norra Österbotten, i den centrala delen av landet, 600 km norr om huvudstaden Helsingfors. Öns area är 0,7 hektar och dess största längd är 130 meter i sydväst-nordöstlig riktning.